# Natasha Hovey
Natasha Hovey (Beirute, Líbano, 14 de agosto de 1967) é uma atriz italiana.

## Biografia
Com cidadania italiana, ela nasceu em Beirute, no dia 14 de agosto de 1967. Já quando era jovem, começou a trabalhar no filme Acqua e sapone de Carlo Verdone. Ela fiz sempre partes de menina jovem e inocente.
Depois de alguns anos de carreira no cinema e na televisão, mudou a sua residência para Paris, abandonando definitivamente a carreira de atriz. Hoje trabalha numa rádio francesa, num programa sobre o voluntariado.

## Filmografia

### Cinema
- 1993: Bugie rosse, direção de Pierfrancesco Campanella - Personagem: Lucia
- 1992: Orquesta Club Virginia, direção de Manuel Iborra - Personagem: Cesca
- 1990: Volevo i pantaloni, direção de Bruno Cortini - Personagem: Angelina
- 1988: Compagni di scuola, direção de Carlo Verdone - Personagem: Cristina Romagnoli
- 1985: Il mondo dell'orrore di Dario Argento - Personagem: ela mesmo
- 1985: Démons, direção de Lamberto Bava - Personagem: Cheryl
- 1984: Giochi d'estate, direção de Bruno Cortini
- 1983: Acqua e sapone, direção de Carlo Verdone - Personagem: Sandy Walsh

### Televisão
- 1997 : Mamma per caso, direção de Sergio Martino - Mini série TV  - Personagem: Cinzia
- 1997: More Is Less, direção de Andy Lambert - Court-métrage - Personagem: Blue Woman
- 19951995: La Piovra 7, direção de  Luigi Perelli - Miniserie TV - Personagem: Tiziana Breda
- 1993: Stay Lucky, direção de Ian White - Série TV - Episodio: One Jump Ahead - Personagem: Claudia
- 1989-1990: Senza scampo, direção de  Paolo Poeti
- 1987: Uomo contro uomo, direção de Sergio Sollima
- 1986: Domani, direção de Marcello Fondato - Personagem: Julie